# Avro 624
Die Avro 624 Six war ein dreimotoriges Passagierflugzeug des britischen Herstellers Avro aus den 1930er-Jahren.

## Geschichte
Nach dem Erfolg der Avro 618 Ten entschloss man sich bei Avro, ein ähnliches Flugzeug zu bauen, das zwar kleiner als die Ten, jedoch geringfügig größer als die Avro 619 Five sein sollte.
Ausgehend von der Konzeption der Five wurde eine Maschine konstruiert, in der zwei Piloten nebeneinander im Cockpit Platz hatten (die Maschine hatte serienmäßig eine Doppelsteuerung) und die mehr Komfort für die vier Passagiere bieten sollte. So hatten diese mehr Kopffreiheit, außerdem stand ihnen im hinteren Bereich des Flugzeuges ein Waschraum zur Verfügung.
Der erste Prototyp mit dem Kennzeichen G-AAYR wurde erstmals im Mai 1930 bei intensiven Flugerprobungen in Woodford und Heston gesichtet. Nach diesen Tests wurden bei der zweiten Maschine kleinere Änderungen vorgenommen. So wurden die äußeren Triebwerke in Aufhängungen eingebaut, so dass sie danach ungefähr in mittlerer Rumpfhöhe lagen; bei der ersten Maschine waren die Motoren noch in den Tragflächen integriert. Außerdem wurde das ursprünglich einteilige Cockpitfenster geteilt und zur besseren Ableitung von Regentropfen abgeschrägt.
Nach einer Vorführung dieser Maschine Ende 1931 wurde sie an die chinesische Far East Aviation Ltd. verkauft.
Eine dritte Six entstand im Jahre 1933 durch den Umbau einer Avro 619 Five als so genanntes „fliegendes Klassenzimmer“ für die Navigatorenausbildung für das private Unternehmen Air Service Training Ltd., die Maschine wurde in den ersten Kriegstagen des Zweiten Weltkrieges von der No. 11 Air Observers Navigation School (Navigationsschule) übernommen.
Weitere Maschinen dieses Typs wurden nicht gebaut.

## Aufbau
Bei der Avro 624 Six handelte es sich um einen Hochdecker, die Tragfläche war sperrholzbeplankt. Der Rumpf bestand aus einer stoffbespannten Stahlrohrkonstruktion. Einer der drei Motoren war in der Rumpfnase eingebaut, die beiden anderen Triebwerke saßen beim ersten Prototyp in den Tragflächen, bei den folgenden Maschinen waren die Außentriebwerke an Aufhängungen unter den Tragflächen angebracht. Das nicht einziehbare Fahrwerk bestand aus einem gefederten zweirädrigen Hauptfahrwerk und einem starren Hecksporn.

## Technische Daten
| Avro 624 Six                 |                                                                                   |
| Kenngröße                    | Daten                                                                             |
| Länge                        | 10,97 m                                                                           |
| Höhe                         | 2,90 m                                                                            |
| Flügelspannweite             | 15,54 m                                                                           |
| Flügelfläche                 | 33,46 m²                                                                          |
| Leergewicht                  | 1387 kg                                                                           |
| Max. Fluggewicht vollgetankt | 2268 kg                                                                           |
| Antrieb                      | drei 5-Zylinder-Sternmotoren Armstrong Siddeley Genet Major mit je 78 kW (106 PS) |
| Höchstgeschwindigkeit        | 182 km/h                                                                          |
| Reisegeschwindigkeit         | 153 km/h                                                                          |
| Steigleistung                | 152,40 m/s                                                                        |
| Dienstgipfelhöhe             | ca. 4270 m                                                                        |
| Reichweite                   | km                                                                                |
| Besatzung                    | 2                                                                                 |
| Passagiere                   | 4                                                                                 |